# Callionymus keeleyi
Callionymus keeleyi är en fiskart som beskrevs av Fowler, 1941. Callionymus keeleyi ingår i släktet Callionymus och familjen sjökocksfiskar. Inga underarter finns listade.